# عزيزة عثمانة
عزيزة عثمانة (ولدت في النصف الأول من القرن السابع عشر وتوفيت سنة 1669) هي أميرة تونسية من أصل تركي عثماني عرفت بإحسانها، عاشت بمدينة تونس، وقد عرّفها حسن حسني عبد الوهاب بأنها بنت أبي العباس أحمد بن محمد بن عثمان داي الذي حكم البلاد التونسية فيما بين 1593 و1610. ومن هنا جاءت شهرتها بعثمانة.
- تزوجت من حمودة باشا المرادي، وأدت فريضة الحج، وعند عودتها أعتقت ما لديها من عبيد، ثم اتجهت إلى الأعمال الخيرية.
- وإذ لا تتوفر معلومات كافية عن حياتها، فإن ما تركته من أوقاف يشهد لها بعطائها وروحها الإنسانية الفياضة. وعطفها على الفقراء والمساكين والمرضى والعجّز. فقد كانت تملك عقارات شاسعة تقع بولايتي صفاقس والمهدية الحاليتين، وأوصت بوقف ثلث تلك الأملاك ومساحتها تناهز التسعين ألف هكتار على عدد من المشاريع الخيرية الدينية والإنسانية، من بينها عتق العبيد وإعالة العجّز وقراءة القرآن الكريم، وختن أبناء الفقراء وتجهيز الفتيات الفقيرات للزواج...
- تخليدا لذكراها أطلق اسمها على أحد أقدم مستشفيات مدينة تونس، وهو مستشفى عزيزة عثمانة الذي يقع قرب الوزارة الأولى بالقصبة، خاصة وأن المرأة قد خصصت جانبا من أوقافها لتسديد مصاريفه ومختلف لوازمه. كما أن هناك بعض الأنهج والشوارع تحمل اسمها، من ذلك نهج بصفاقس وحمام الأنف وشارع بالمنزه السابع...
- دفنت قرب المدرسة الشماعية بمدينة تونس. ومن الطريف أنها خصصت حبسا كي يوضع عند طلوع كل فجر إكليل من الزهور على قبرها.

## معرض صور

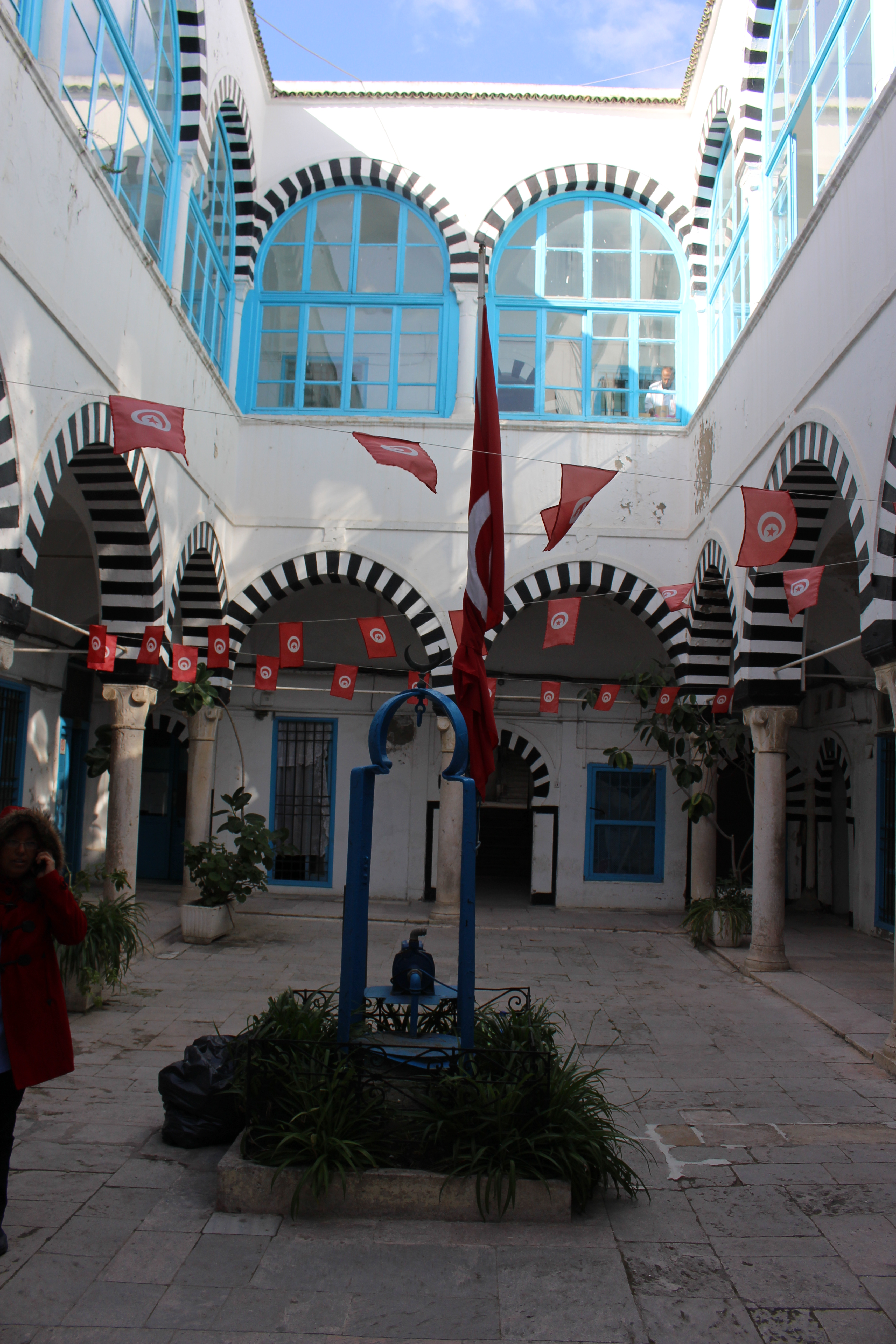
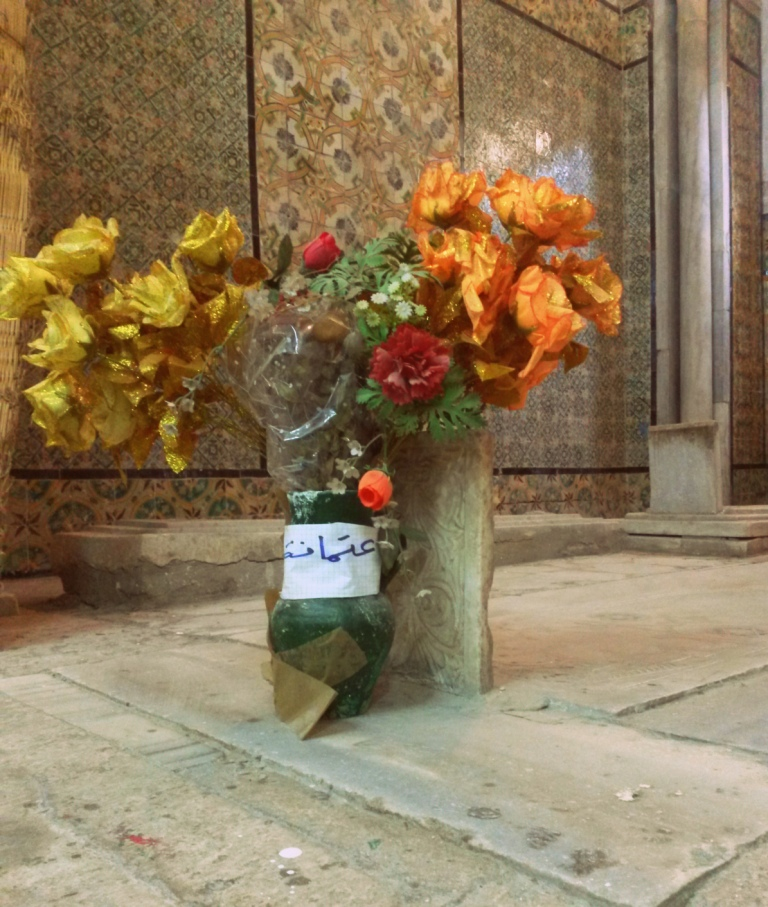
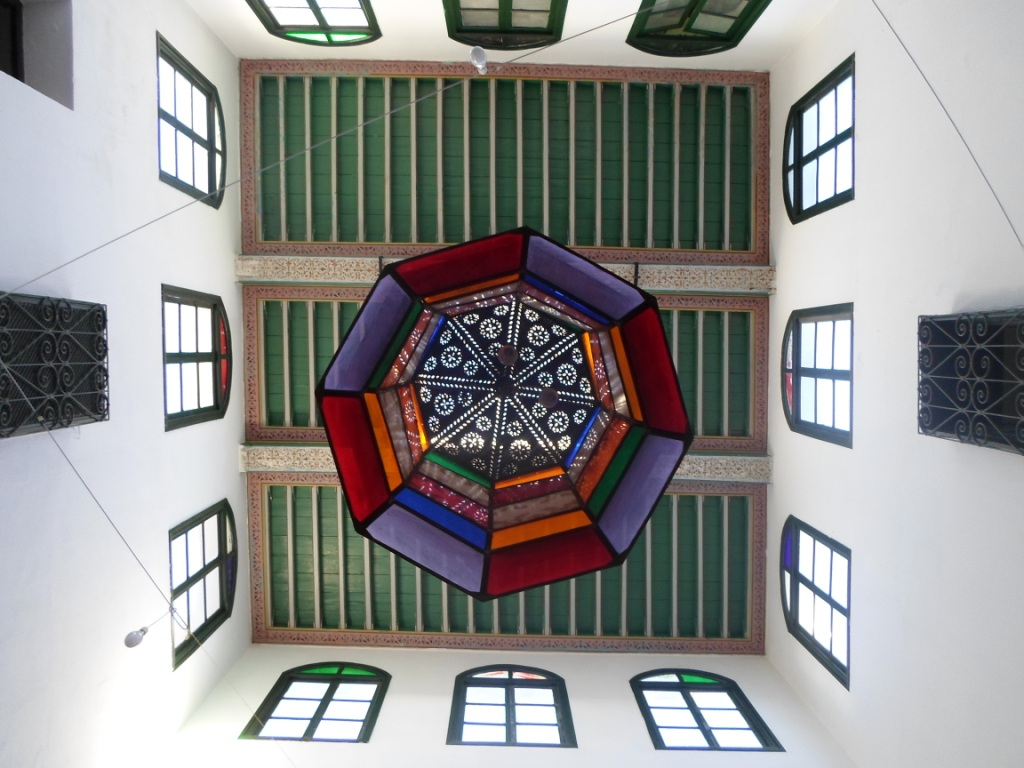
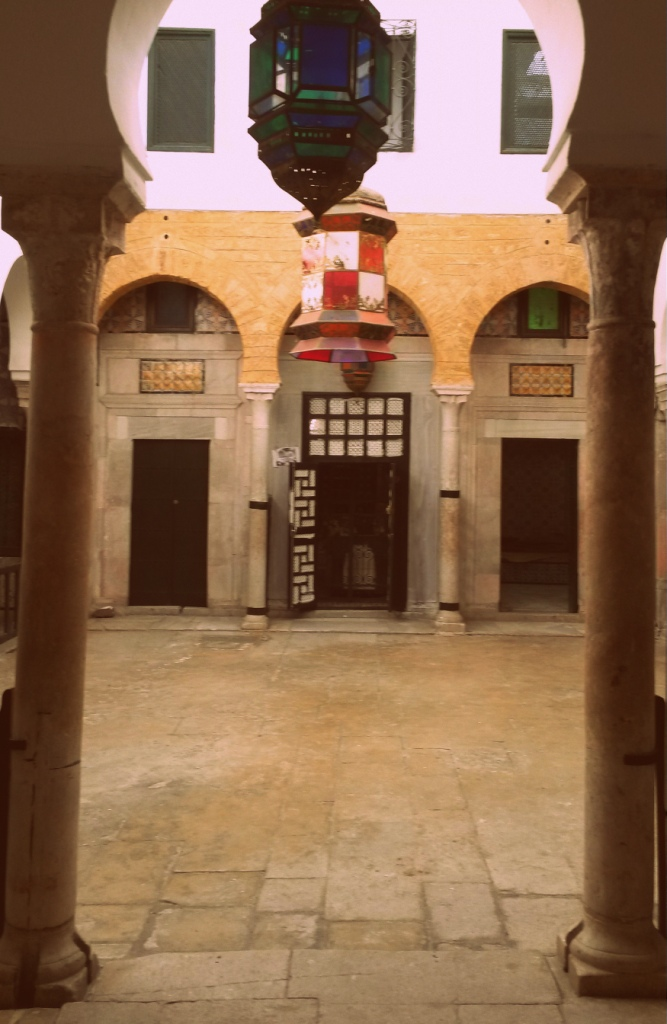
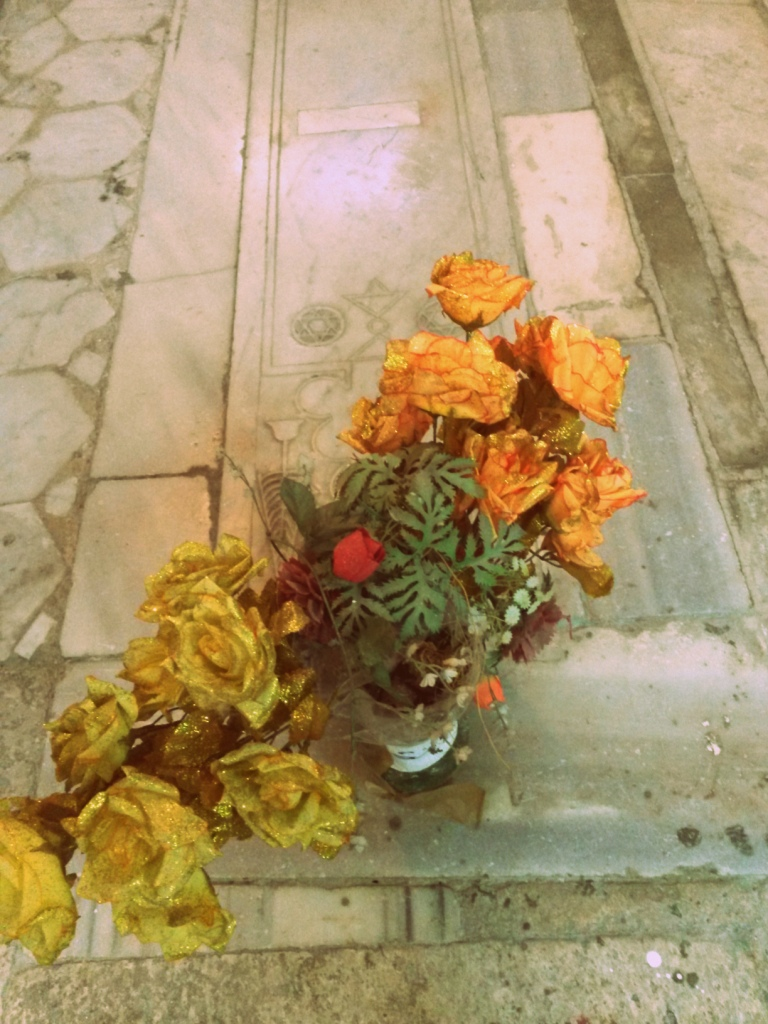
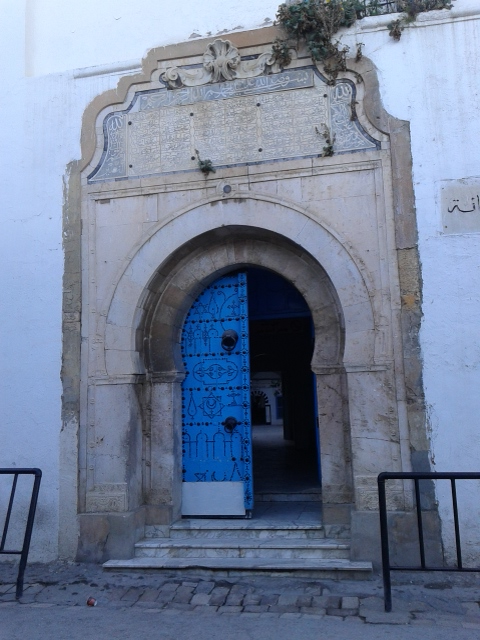